# La Rivière-de-Corps
La Rivière-de-Corps è un comune francese di 3 134 abitanti situato nel dipartimento dell'Aube nella regione del Grand Est.

## Società

### Evoluzione demografica
Abitanti censiti